# Шукайвода
Шука́йвода (укр. Шукайвода) — село в Уманском районе Черкасской области Украины.
Почтовый индекс — 20014. Телефонный код — 4745.

## Население
Население по переписи 2001 года составляло 1079 человек.

### Языковой состав
Родной язык населения по данным переписи 2001 года:
| Язык       | Численность, чел. | Доля     |
| ---------- | ----------------- | -------- |
| Украинский | 1 054             | 97,68 %  |
| Русский    | 22                | 2,04 %   |
| Другое     | 3                 | 0,28 %   |
| Итого      | 1 079             | 100,00 % |

## Местный совет
20014, Черкасская обл., Христиновский р-н, с. Шукайвода